# 헨리 컬키

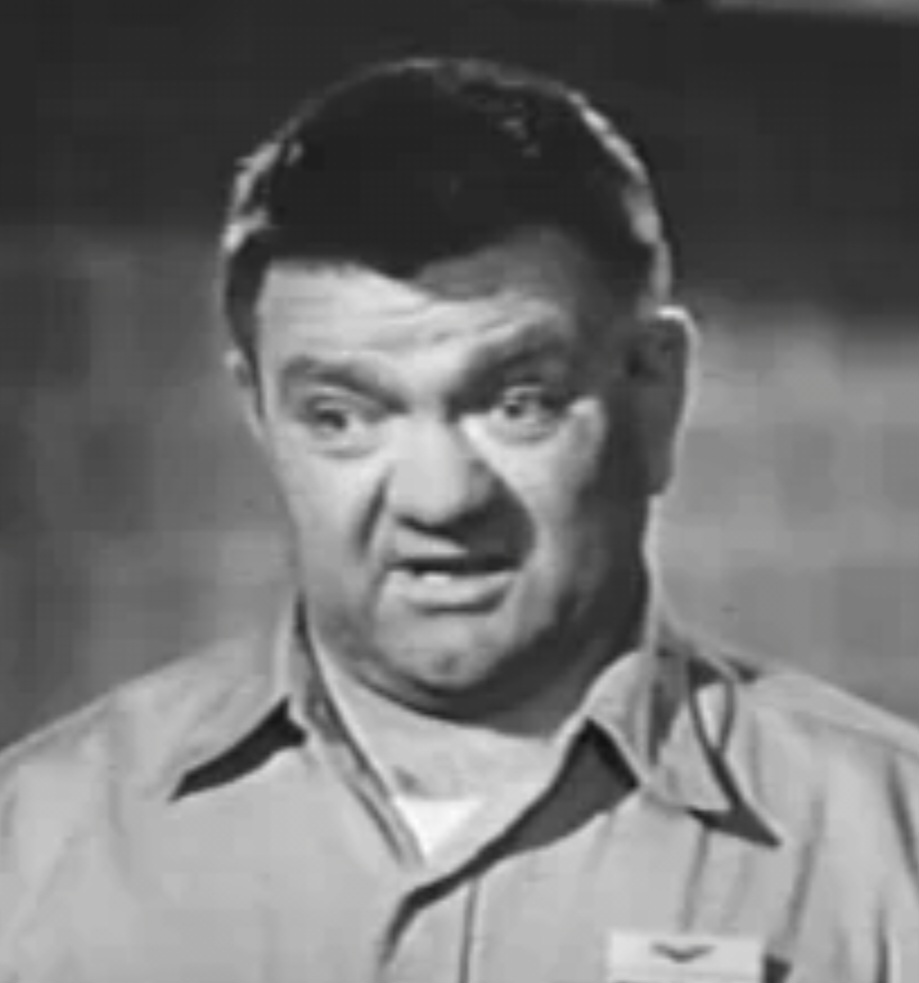

헨리 컬키(Henry Kulky, 1911년 8월 11일 ~ 1965년 2월 12일)는 미국의 배우, 프로 레슬링 선수, 텔레비전 배우이다.
오션사이드에서 사망하였다. 사인은 심근 경색이다.

## 영화
- 해저 여행 (1964년)
- 업 페리스코프  (1959년)
- 강박충동 (1959년)
- 더 걸 캔트 헬프 잇 (1956년)
- 프란시스 인 더 네이비 (1955년)
- 사랑하거나 떠나거나 (1955년)
- 헬 앤 하이 워터 (1954년)
- 스타 탄생 (1954년)
- 왓 프라이스 글로리 (1952년)
- 세계를 그의 품안에 (1952년)
- 러브 네스트 (1951년)
- 총검장착 (1951년)
- 와바시 애비뉴 (1950년)
- 테이크 미 아웃 투 더 볼 게임 (1949년)
- 붉은 다뉴브 (1949년)
- 노스웨스트 아웃포스트 (1947년)